# Zamistea, Cernihivka
Zamistea (în ucraineană Замістя) este un sat în comuna Bohdanivka din raionul Cernihivka, regiunea Zaporijjea, Ucraina.

## Demografie
Componența lingvistică a localității Zamistea
     Ucraineană (90,65%)
     Rusă (9,35%)
Conform recensământului din 2001, majoritatea populației localității Zamistea era vorbitoare de ucraineană (90,65%), existând în minoritate și vorbitori de rusă (9,35%).